# سالامی زمستانه

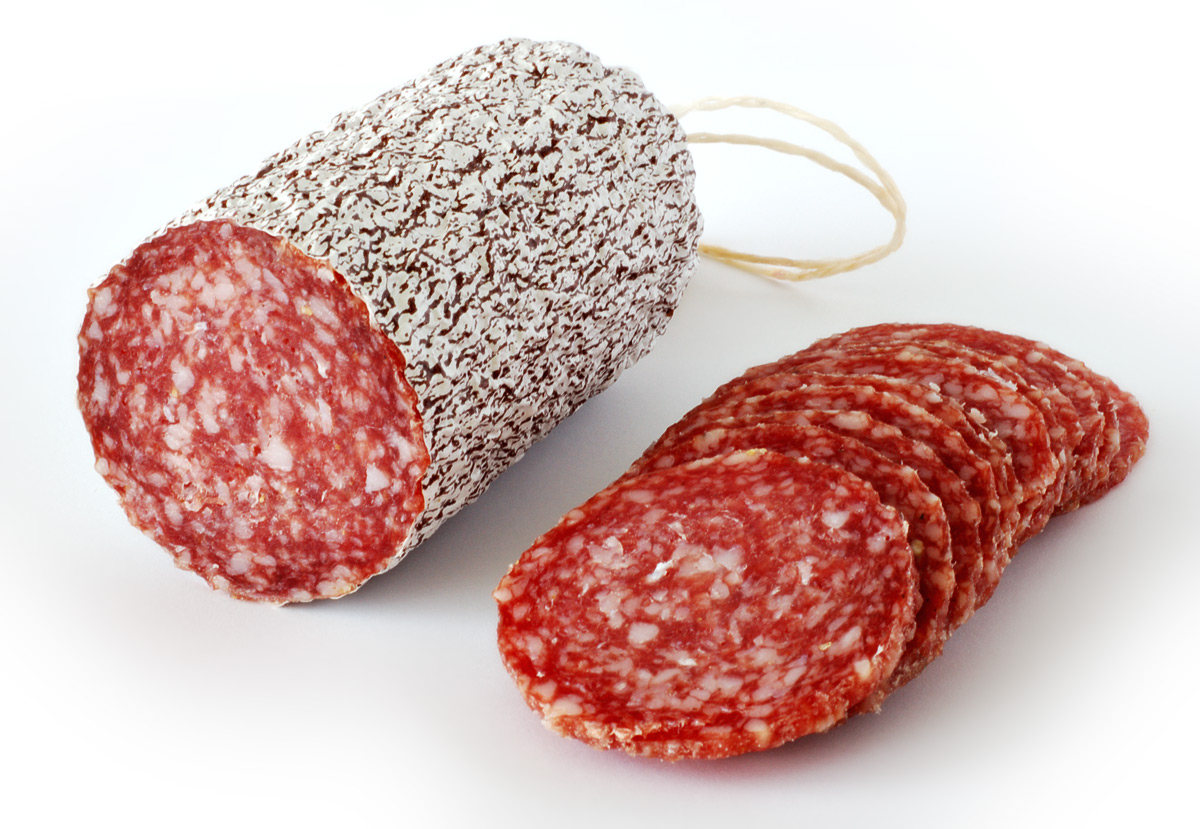
سالامی زمستانه

سالامی زمستانه (مجاری: téliszalámi) نوعی سالامی دودی از گوشت مانگالیتسا و چربی آن محصول مجارستان است. سالامی زمستانه پیشتر فقط در زمستان در سگد به دلیل شرایط محیطی تهیه می‌شد.

## فرایند تهیه

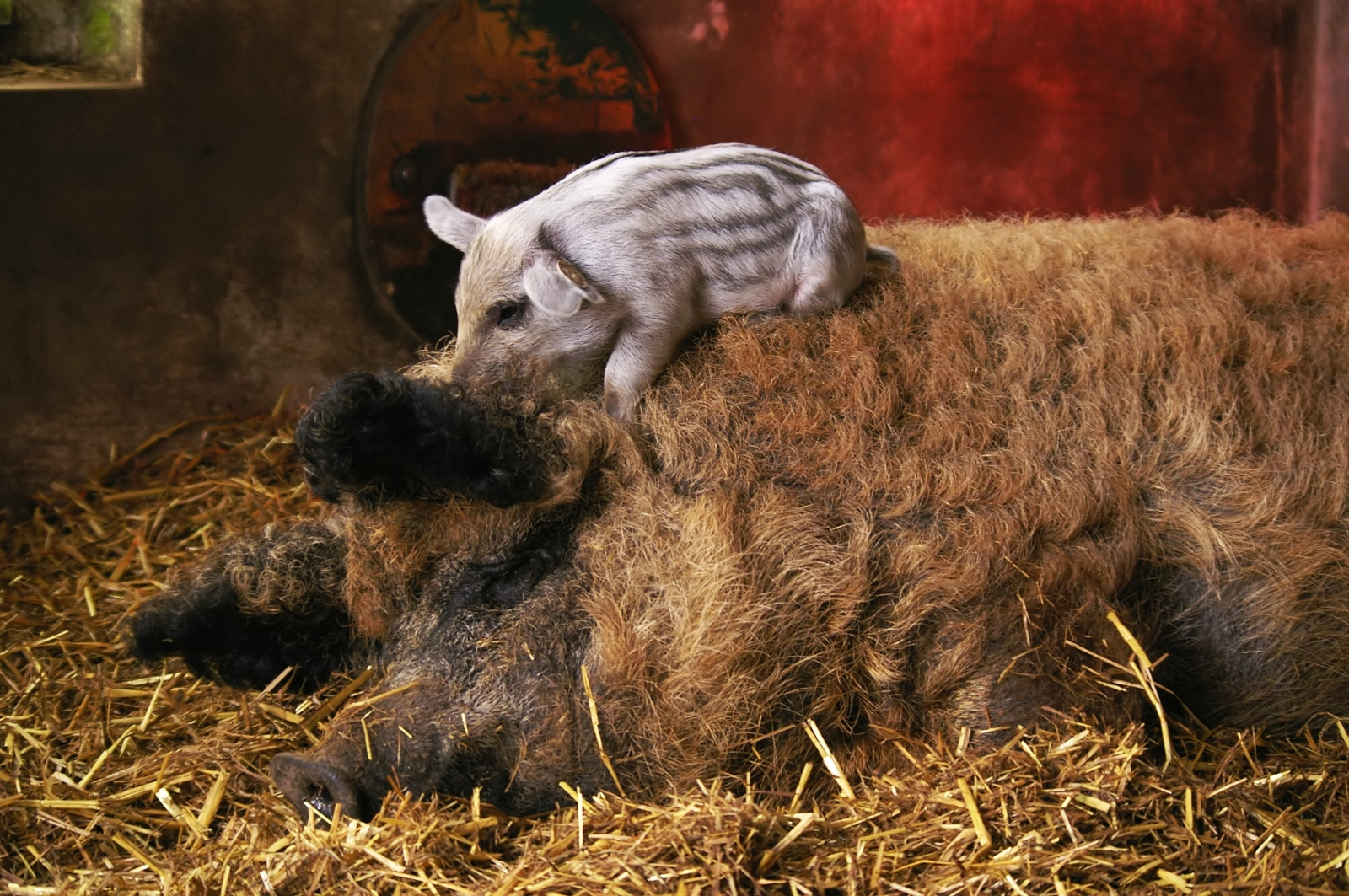
مانگالیتسا و توله‌اش

سالامی زمستانه را از گوشت مانگالیتسا و ادویه از قبیل فلفل سفید، فلفل فرنگی و غیره در هوای سرد، به آرامی پرورده و دودی می‌کنند. در طی فرایند تهیه، پوسیدگی مطلوبی به رنگ سفید متمایل به خاکستری روی سطح سالامی تشکیل می‌شود.
پیشتر فقط در زمستان تهیه سالامی مقدور بود؛ مثلاً رطوبت هوا در سگد معمولاً چنان است که مواد اولیه در هنگام جا افتادن مقدار مناسبی آب از دست بدهند، و بدین‌گونه خنک و دودی می‌شوند. تا پیش از ساخت ماشین‌های مناسب سالامی را با یخ خنک می‌کردند (در زمستان با استفاده از یخ تیسا و دریاچه‌ها). دلیل دیگر تهیه سالامی در زمستان وجود کافی کارگران فصلی کشاورزی بود.

## نشان‌ها
سالامی زمستانه سگد در سال ۲۰۰۷ گواهی محصول در اتحادیه اروپا، پی‌دی‌او و سالامی زمستانه بوداپست در سال ۲۰۰۹ نشان حفاظت جغرافیایی، پی‌جی‌آی را به دست آورده‌اند.

## یادداشت
1. ↑  Protected Designation of Origin
2. ↑  Protected Geographical Indication